# گوتفرید فن آینم
گوتفرید فن آینم  (آلمانی: Gottfried von Einem؛ ۲۴ ژانویهٔ ۱۹۱۸ – ۱۲ ژوئیهٔ ۱۹۹۶) یک آهنگساز اهل اتریش بود.